# Garden Park

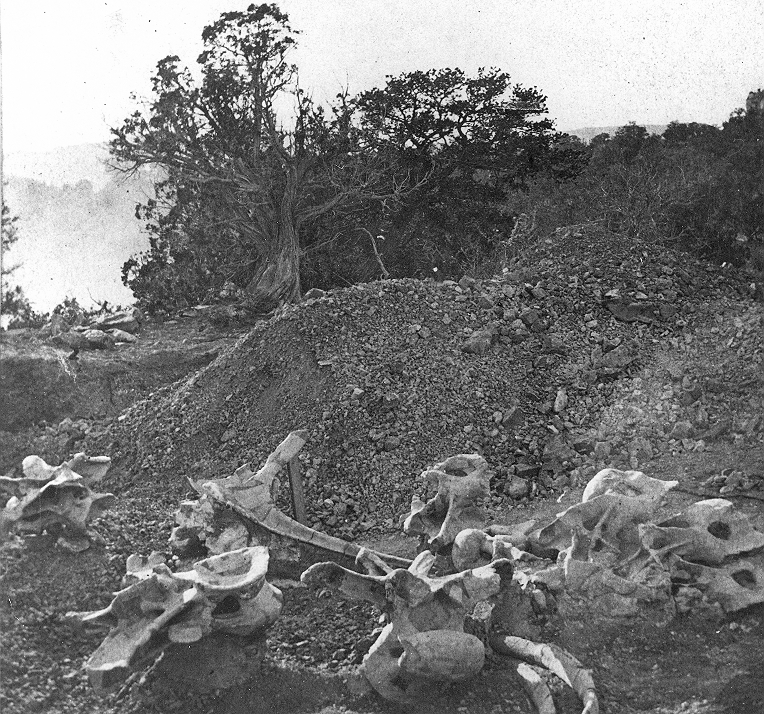
Une des rares photographies prises peu après la découverte des ossements de dinosaures à Garden Park. Ces os sont ceux du premier squelette de Camarasaurus supremus dégagé par Oramel Lucas pour E.D. Cope

Garden Park, dans la partie centrale du sud du Colorado, est connu pour ses dinosaures du Jurassique et le rôle qu'ils ont joué dans la tristement célèbre guerre des os de la fin du XIXe siècle. Situé à 10 km au nord de Cañon City, son nom de garden provient du fait que la région fournissait des légumes aux mineurs travaillant à proximité de Cripple Creek au XIXe siècle. C'est une vallée triangulaire entourée par des falaises sur le sud-est et sud-ouest et par les montagnes au nord. Les sites de dinosaures forment maintenant la Garden Park Paleontological Resource Area, qui est supervisée par le Bureau of Land Management.